# شیاده بالا
شیاده بالا ، روستایی است از توابع بخش بندپی غربی شهرستان بابل در استان مازندران ایران.
با توجه حاصلخیز بودن منطقه، اکثر اهالی بومی روستای شیاده مشغول کشاورزی و دامداری هستند اما در این میان کسانی هستند که پرورش زنبور عسل را در این منطقه رواج داده‌اند.

## جمعیت
این روستا در دهستان خوش‌رود قرار دارد و براساس سرشماری مرکز آمار ایران در سال ۱۳۸۵، جمعیت آن ۱۵۱ نفر (۴۱خانوار) بوده‌است.